# Кіровоградська єпархія УПЦ (МП)
Кіровоградська єпархія — єпархія УПЦ (МП). Територіально знаходиться в Гайворонському, Голованівському, Кропивницький, Новомиргородському, Новоукраїнському, Олександрійському районах Кіровоградської області із головним кафедральним містом Кропивницьким і другою кафедрою в Новомиргороді.

## Історія
Православ'я на цих землях уперше з'явилося, імовірно, ще в часи Київської Русі, однак остаточно його сюди принесли запорізькі козаки, що ревно захищали віру, зводили і прикрашали храми. Після окупації цих територій Російською Імперією і перепідпорядкування Київської митрополії московському патріархату, на території Новослобідського козацького полку побудована Єлизаветградська фортеця, майбутнє місто Кропивницький.
В околицях фортеці стали селитися переселенці — більшість з яких були православними або старообрядцями. До 1757 року ця територія відносилася до Київської митрополії, потім переважно до Переяславської єпархії, а з 1775 до Словенської (згодом названа Катеринославською) єпархії. Із 1796 року ці землі увійшли до складу Херсонської єпархії. У 1880 році при Херсонській єпархії було відкрито Єлизаветградське вікаріатство. Після революції Православ'я в регіоні, як і всюди в Україні, зазнало великих гонінь, було вбито і заслано безліч віруючих, священиків і єпископів.
1947 року було створено Кіровоградську єпархію Українського екзархату РПЦ, що з листопаду 1990 року стала єпархією УПЦ московського патріархату, коли Москва надала своїй філії, Українському екзархату, статусу самоврядної церкви з правами широкої автономії.
До 1992 року Кіровоградська єпархія УПЦ МП об'єднувала Кіровоградську та Миколаївську області.
З 1 жовтня 1989 року Кіровоградську кафедру очолював архієпископ Василій Васильцев.
Відповідно до рішення синоду УПЦ (МП) 29 червня 1992 року, Кіровоградсько-Миколаївська єпархія була розділена на дві: Кіровоградсько-Новомиргородську і Миколаївсько-Вознесенську.
Миколаївсько-Вознесенською єпархією до 25 серпня 1992 року управляв єпископ Кіровоградський і Новомиргородський Василій (Васильцев).
Відповідно до постанови синоду від 27 грудня 1994 року під головуванням Володимира Сабодана, Митрополита Київського і всієї України (за версією Москви), архієпископ Кіровоградський і Новомиргородський Василій був титулований «Кіровоградський і Олександрійський».
З 5 листопада 1998 по 10 лютого 2011 року Кіровоградську єпархію очолював єпископ Пантелеймон (Романовський), у липні 2009 року був возведений у сан архієпископа.
27 липня 2007 році східні райони області були виділені в окрему Олександрійську єпархію. Єпархіальні архієреї отримували титули «Кіровоградський і Новоархангельський» та «Олександрійський і Світловодський» відповідно.
14 листопада 2007 року синод УПЦ МП задовольнив рапорт єпископа Кіровоградського Пантелеймона (Романовського) про зміну титулу правлячих архієреїв єпархії на «Кіровоградський і Новомиргородський».
26 жовтня 2022 року працівники СБУ провели обшуки у Іосафа Губеня, а також у керівництва УПЦ МП у Кіровоградській області. Представники громади виявилися причетними до поширення ідей, що посягають на територіальну цілісність України та розпалювання релігійної ворожнечі. Обшуки проходили у Кіровоградській та Олександрійській єпархіях, а також за місцями проживання фігурантів. У них виявлено листування митрополита Іосафа з патріархом московським Кирилом Гундяєвим та вилучено велику кількість виготовлених у РФ антиукраїнських матеріалів. У їх текстах містяться ознаки вчинення кримінальних правопорушень, передбачених двома статями ККУ. Ці матеріали активно поширювали серед священнослужителів і вірян, щоб сформувати серед них позиції, вигідні країні-агресору. Автор однієї з книг Андрій Новіков, екссекретар Одеської єпархії УПЦ МП, який у 2014 році виїхав до рф, де веде власний Telegram-канал і просуває російські наративи. Всі вилучені матеріали відправлені на експертизу.

## Ієрархія
З 5 листопада 1998 року керівним архієреєм був архієпископ Пантелеймон Романовський. Він був єпископом в УАПЦ, але 1992 року перейшов до УПЦ МП, де був перерукоположений. Пантелеймон відомий політичною діяльністю, він був активним прибічником Партії регіонів та Віктора Януковича.
Його попередником, з 1 жовтня 1989 по 5 листопада 1998 роки, був архієпископ Кіровоградський і Олександрійський Василій (Васильцев), зусиллями якого єпархія активно зростала і розбудовувалася. Він займався проблемами поверненням церкві храмів та реєстрацією нових громад, а також підбором та підготовкою кандидатів на свячення, готував майбутніх священиків до служіння, і за час свого архієрейства висвятив понад 100 ієреїв. Особливо він переймався створенням професійних церковних хорів, підбіром репертуару, підготовкою регентів та співців для парафій єпархії московського патріархату.
Владика Василій був противником автокефалії УПЦ КП і прихильник збереження керівництва з Москви (РПЦ).
З 10 лютого 2011 по 23 листопада 2022 роки правлячим архієреєм єпархії був митрополит Іоасаф (Губень).
З 23 листопада 2022 року єпархією керує архієпископ Миколай (Почтовий).

## Спадкоємність кафедри

### Український екзархат
1. Михаїл (Рубинський), єпископ Кіровоградський і Чигиринський (січень 1947 — січень 1948)[10]
2. Феодосій (Ковернинський), єпископ Кіровоградський і Миколаївський (січень 1948 — 21 жовтня 1949)
3. Євстратій (Подільський), єпископ Кіровоградський і Миколаївський (21 жовтня 1949 — 21 грудня 1951)
4. Іларіон (Прохоров), єпископ Кіровоградський і Миколаївський (21 грудня 1951 — 16 листопада 1953)
5. Іннокентій (Леоферов), єпископ Кіровоградський і Миколаївський (16 листопада 1953 — 9 грудня 1958)
6. Нестор (Анісімов), митрополит Кіровоградський і Миколаївський (9 грудня 1958 — листопад 1962)
7. Ігнатій (Демченко), єпископ Кіровоградський і Миколаївський (листопад 1962 — 25 травня 1965)
8. Боголеп (Анцух), архієпископ Кіровоградський і Миколаївський (25 травня 1965 — травень 1977)
9. Севастіан (Пилипчук), єпископ Кіровоградський і Миколаївський (25 жовтня 1977 — 1 жовтня 1989)
10. Василій (Васильцев), архієпископ Кіровоградський і Миколаївський (з 1 жовтня 1989)

### УПЦ (МП)
1. Василій (Васильцев), архієпископ Кіровоградський і Олександрійський (1 жовтня 1989 — 5 листопада 1998)
2. Пантелеймон (Романовський), архієпископ Кіровоградський і Новомиргородський (5 листопада 1998 — 10 лютого 2011)
3. Іоасаф (Губень), митрополит Кіровоградський і Новомиргородський (10 лютого 2011 — 23 листопада 2022)
4. Миколай (Почтовий), митрополит Кіровоградський і Новомиргородський (з 23 листопада 2022)

## Устрій

### Територія й адміністративний поділ
- Територіально єпархія розташована в східних районах Кіровоградської області: Благовіщенському, Вільшанському, Гайворонському, Голованівському, Добровеличківському, Кропивницькому, Маловисківському, Новоархангельському, Новомиргородському та Новоукраїнському.
- Головне кафедральне місто єпархії — Кропивницький, кафедральний собор — Різдва Пресвятої Богородиці. Друге кафедральне місто — Новомиргород.
- Напередодні виділення Олександрійської єпархії налічувалося 14 благочинних округів, 197 парафій і один жіночий монастир у селі Диківка Знам'янського району[11].

### Єпархіальне управління
- Розташоване в Кропивницькому за адресою: вул. Велика Перспективна, 74.
- Секретар єпархії — протоієрей Петро Сидора.

### Храми і монастирі

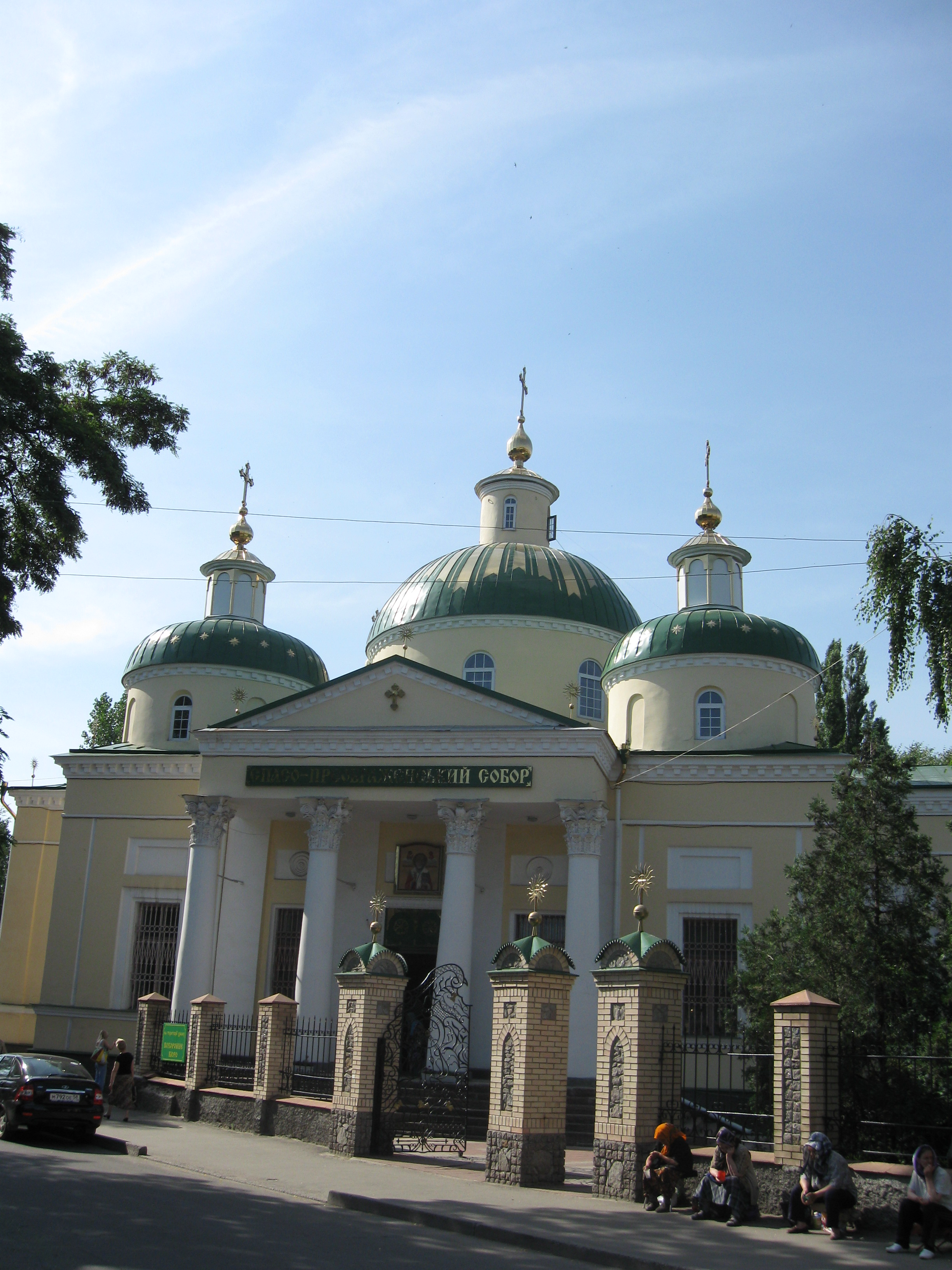
Спасо-Преображенський собор у Кропивницькому (УПЦ МП)

У єпархії діє Богоявленський жіночий монастир у селі Диківка Знам'янського району. Заснований 1995 року, у 2004 ігуменею була Феофанія (Флакеєва). Адреса: Україна, 27428, Кіровоградска область, Кропивницький район, с. Диківка.
Найзначніші храми єпархії:
- Кафедральний собор Різдва Богородиці (Кропивницький)
- Спасо-Преображенський собор (Кропивницький)

### Навчальні заклади
З 2004 року почали діяти богословсько-катехизаторські курси для священиків при єпархіальному управління та 5 недільних шкіл.

### Об'єднання і організації
- Братство святої Марії Магдалини.

### Періодичні видання
- Газета «Православна школа», що видається єпархіальним управлінням.

## Статистика
2004 — єпархія налічувала 169 парафій, 163 священнослужителя (157 священиків, 6 дияконів). У 2007 році напередодні виділення Олександрійської єпархії налічувалося 14 благочинних округів, 197 парафій і один жіночий монастир у селі Диківка Знам'янського району..